# باقروفکا
باقروفکا (ترکی آذربایجانی: Bagirovka) یک منطقهٔ مسکونی در جمهوری آرتساخ است و در استان شاهومیان واقع شده‌است. ولی هم اکنون تحت کنترل جمهوری آذربایجان است و در شهرستان گوی‌گول واقع شده است.